# San Ignacio (Baja California Sur)
San Ignacio ist ein Ort im mexikanischen Bundesstaat Baja California Sur an der Grenze zum Bundesstaat Baja California mit etwa 700 Einwohnern. San Ignacio liegt mitten im Ödland zwischen Guerrero Negro und Santa Rosalía. 1728 errichtete der Jesuit Juan Bautista Loyando an dieser Stelle eine Mission und benannte sie nach dem Gründer seines Ordens, dem hl. Ignatius von Loyola.
Die Laguna San Ignacio im Biosphärenreservat El Vizcaíno, in der von Januar bis März Grauwale beobachtet werden können, liegt etwa 40 km entfernt.